# Luceni

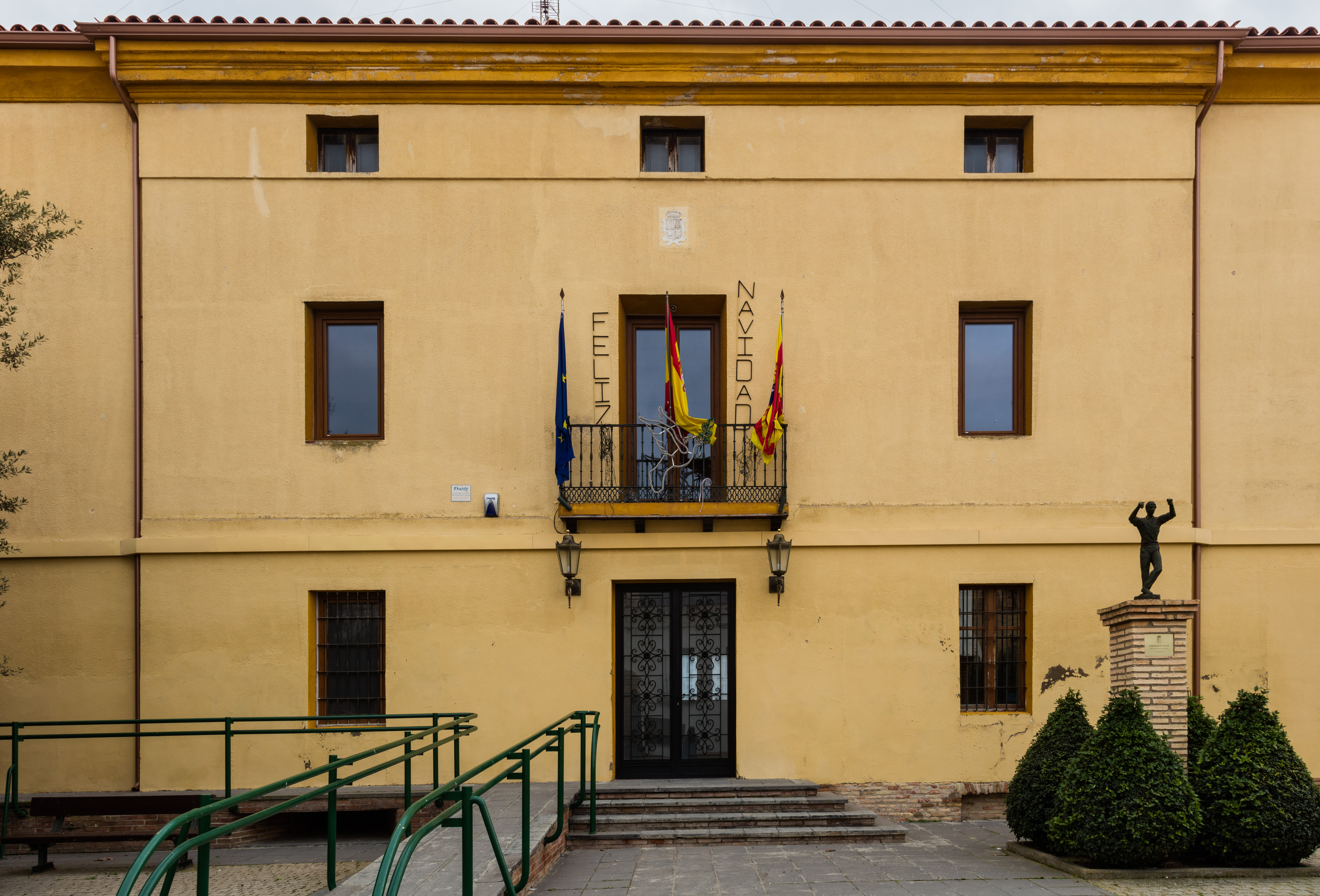
Ayuntamiento de Luceni.

Luceni es un municipio en la provincia de Zaragoza, Comunidad Autónoma de Aragón, España.
Tiene 990 habitantes (INE 2023) y comprende las entidades de población de Los Cabezos y Monte Comunes.

## Geografía
Integrado en la comarca de Ribera Alta del Ebro, se sitúa a 37 kilómetros de la capital aragonesa. El término municipal está atravesado por la Autopista Vasco-Aragonesa (AP-68) y por la Autovía del Ebro (A-68), además de por carreteras locales que conectan con Gallur, Boquiñeni y Pedrola. 
El relieve del municipio está definido por una llanura de tierra fértil, dedicada al regadío, junto al canal Imperial y al río Ebro. Al suroeste se encuentra una zona de lomas que superan los 330 metros de altitud así como parte del embalse de La Loteta. La altitud oscila entre los 332 metros al suroeste y los 219 metros a orillas del Ebro. El pueblo se alza a 234 metros sobre el nivel del mar. 
| Noroeste: Boquiñeni          | Norte: Boquiñeni y Tauste | Noreste: Tauste (exclave) y Remolinos |
| Oeste: Boquiñeni             |                           | Este: Remolinos y Alcalá de Ebro      |
| Suroeste: Magallón y Pedrola | Sur: Pedrola              | Sureste: Pedrola                      |

Tiene una temperatura media anual de 14,2 °C y una precipitación anual de 350 mm.

## Historia
En el municipio hubo un asentamiento romano, pues se han encontrado monedas y medallas de la época de Antonino Pío (138 - 161), así como otro visigodo, como lo atestiguan vestigios numismáticos de los reinados de Wamba y de Witiza (siglos VII y VIII).
Ya en la Edad Media, Luceni fue reconquistada a los musulmanes por Alfonso I el Batallador en 1110.
A principios del siglo XII se convirtió en centro de uno de los más antiguos señoríos de la Casa de Luna.
La localidad permaneció en poder de esta casa hasta mediados del siglo XIV, cuando tras la muerte de Lope de Luna, acaecida en 1358, el señorío pasó a su hija María de Luna, reina consorte del Reino de Aragón por su matrimonio con Martín I el Humano.
Al morir este monarca, pasó a poder de Martín de Aragón, quien lo cedió a su hijo natural Fadrique de Aragón. Don Fadrique luego vio todas sus posesiones confiscadas por Alfonso V, incorporándose Luceni a la Corona hasta 1432, cuando fue vendida a Pedro Martín de Montello.
Una posterior venta (1443), convirtió al secretario de Alfonso V, Bartolomé de Reus, en señor de Luceni, quien fundó el Mayorazgo de Luceni y Boquiñeni.
Por matrimonio, el señorío perteneció luego a los condes de Fuenclara hasta principios del siglo XIX, cuando son abolidas este tipo de jurisdicciones.
En el fogaje de 1495 —censo de hogares ordenado por Fernando el Católico—, Luceni contaba con 39 «fuegos», equivalente a unos 200 habitantes. Destaca el hecho de que todas las familias, a excepción de una, figuran en dicho censo como moriscos, lo que implica que la localidad estaba poblada casi en su totalidad por este grupo.
Algunos autores han aventurado que, por tanto, la población morisca de Luceni —que pudiera corresponder a la totalidad— desapareció del municipio con la expulsión de los moriscos decretada por Felipe III en abril de 1609. Y que posiblemente, durante el siglo XVII, Luceni fue completamente repoblada al haber sido expulsados sus anteriores moradores.
Pascual Madoz, en su Diccionario geográfico-estadístico-histórico de España de 1845, señala que Luceni «tiene 92 casas inclusa la del ayuntamiento, que está derruida, y cárcel; un palacio del señor territorial, Conde de Fuenclara». El municipio producía trigo, cebada y maíz, exportándose el sobrante de trigo.
Ya en el siglo XX, la empresa Azucarera del Ebro construyó una fábrica de azúcar en Luceni (1911), lo que conllevó un sustancial aumento en la población del municipio. El ulterior cierre de la fábrica en 1985, supuso un descenso importante de la demografía de Luceni.

## Demografía
Luceni cuenta con una población de 1003 habitantes (INE 2024).
| Gráfica de evolución demográfica de Luceni entre 1842 y 2021                                                        |
| |
| Población de derecho según los censos de población del INE Población de hecho según los censos de población del INE |

El censo de España de 1857, que inauguraba la serie estadística, registra una población de 607 habitantes para Luceni.
En la época actual, la población del municipio ascendía a 955 habitantes en 2020. El auge demográfico del municipio —en la primera mitad del siglo XX— está directamente relacionado con la instalación de la fábrica azucarera.

## Economía
Luceni cuenta con una extensión de 2500 hectáreas de tierra cultivable, de las que 1070 hectáreas son de regadío y 1430 son de secano. El agua que se utiliza para el riego proviene del río Ebro y más concretamente del canal Imperial de Aragón. Este canal toma el agua del río en la Presa del Bocal, a poca distancia de Tudela. Se utiliza el riego «a manta» o por inundación en la huerta antigua, y el riego por aspersión en los nuevos regadíos. 
Uno de los cultivos más característicos de Luceni es la alfalfa que por las condiciones existentes procura cierta rentabilidad al agricultor. 
Este cultivo ha dado pie a otras actividades, como una industria deshidratadora de alfalfa.
También se cultivan cereales, maíz y hortalizas; en la ribera del Ebro predominan las choperas, destinadas a madera para embalaje. 
En el ámbito de la ganadería, Luceni no se caracteriza por una cabaña importante de animales, pero sí por una gran diversidad. Se pueden encontrar vacas lecheras, terneros para engorde, porcino de cebo y madres, ovino para carne y ovino para leche.

## Administración y política
| Período   | Alcalde                  | Partido     |  |
| --------- | ------------------------ | ----------- |  |
| 1979-1983 | José Peláez Peña         | Ind.        |  |
| 1983-1987 |                          |             |  |
| 1987-1991 |                          |             |  |
| 1991-1995 |                          |             |  |
| 1995-1999 |                          |             |  |
| 1999-2003 | Carlos Mustienes         | PSOE-Aragón |  |
| 2003-2007 | Carlos Mustienes         | PSOE-Aragón |  |
| 2007-2011 | Ana María Arellano Badía | PSOE-Aragón |  |
| 2011-2015 | Ana María Arellano Badía | PSOE-Aragón |  |
| 2015-2019 | Ana María Arellano Badía | PSOE-Aragón |  |
| 2019-2023 | Ana María Arellano Badía | PSOE-Aragón |  |

| Partido político    | Partido político                                   | 1999   | 2003   | 2007   | 2011   | 2015   | 2019   |
| Partido político    | Partido político                                   | Ediles | Ediles | Ediles | Ediles | Ediles | Ediles |
|                     | Partido de los Socialistas de Aragón (PSOE-Aragón) | 8      | 8      | 6      | 6      | 6      | 5      |
|                     | Partido Popular de Aragón (PP)                     | 1      | 1      | 3      | 3      | 3      | 2      |
|                     | Partido Aragonés (PAR)                             | —      | —      | —      | —      | —      | —      |
| Total de concejales | Total de concejales                                | 9      | 9      | 9      | 9      | 9      | 7      |

## Cultura

### Patrimonio

#### Patrimonio religioso

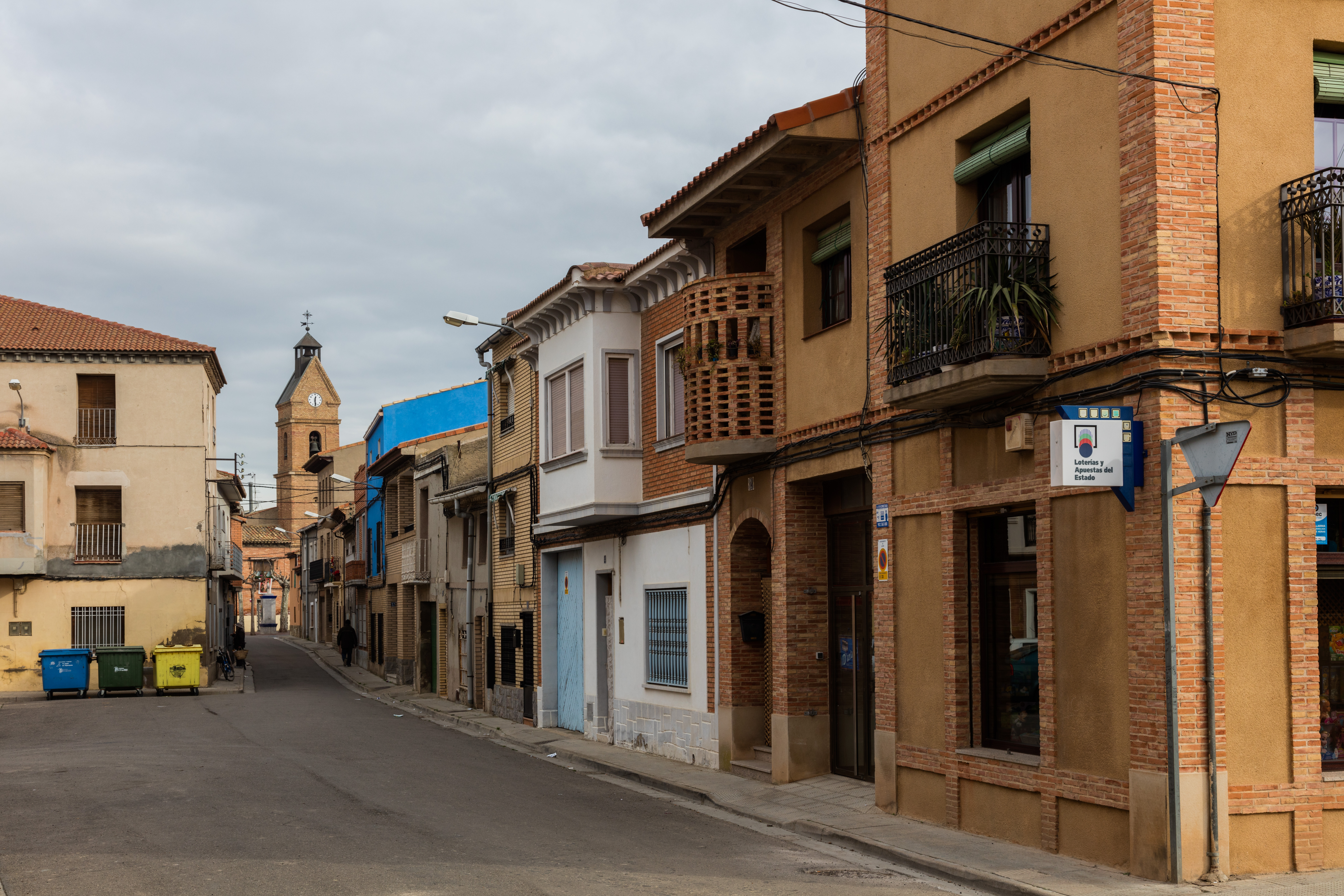
Calle en el centro de Luceni con la iglesia al fondo.

La iglesia de la Purificación de Nuestra Señora de Luceni consta de una sola nave con cabecera plana.
Corresponde al gótico del siglo XIII.
Su interior alberga un Cristo yacente del siglo XVII, estilo de Gregorio Fernández.
El retablo del altar mayor, dedicado a «La Presentación del Niño Jesús en el Templo», es único en su clase por lo que respecta a otras iglesias aragonesas.
Está compuesto por una serie de relieves en piedra perfectamente ensamblados, de manera que más bien parece un retablo pictórico. Su ejecución data de la segunda mitad del siglo XV.
Es también interesante la escuela-capilla de la Azucarera, edificio mixto con planta en forma de E, cuyo palo central, ocupado por la capilla, se prolonga ligeramente en la fachada trasera.

#### Patrimonio civil

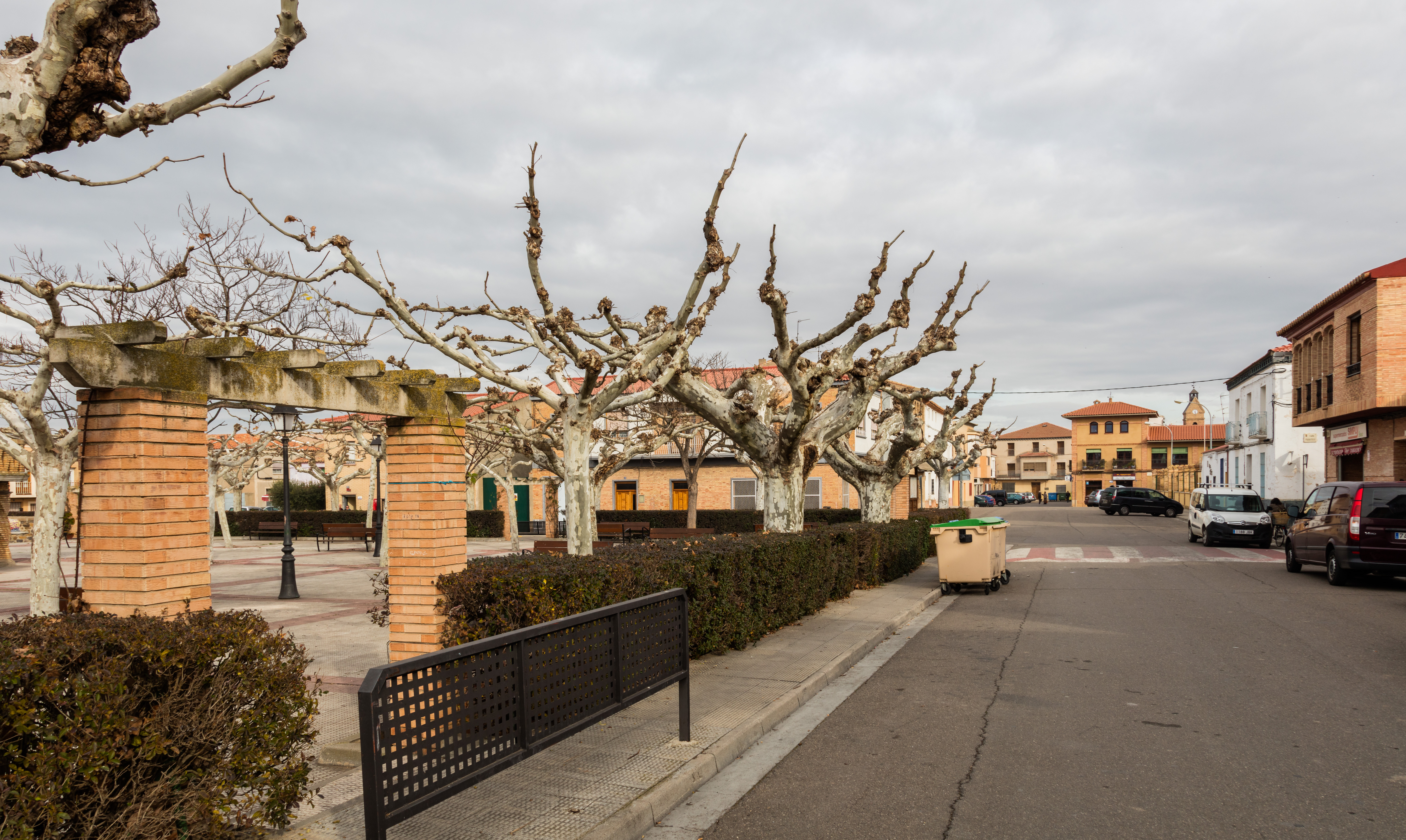
Plaza de Luceni

El palacio de los Condes de Fuenclara se levanta exento, precedido de un pequeño muro con una verja.
Es de volumen rectangular y bastante alargado, con tres plantas de altura y amplias bodegas en los sótanos. 
Su interior está completamente remodelado para su adecuación a las instalaciones municipales. En los sótanos hay amplias estancias abovedadas, en ladrillo, igualmente rehabilitadas para albergar un pequeño museo etnográfico.
Otro punto de interés de Luceni es la plaza de España, centro del núcleo urbano, con una extensión de 3196 m².
Cuenta con una fuente de piedra con seis caños de agua y posee un kiosco de música de ladrillo.

### Fiestas
- 29 de abril. Fiestas en honor de san Pedro Mártir de Verona. Existe un «dance» que se interpreta durante las fiestas del patrón. El dance acompaña a la procesión del santo y después pasa a la plaza para ofrecer su representación pública.
- 28 de agosto. Fiestas en honor de san Agustín.

### Deporte
- El equipo de fútbol de la localidad, el Luceni C.F., compite en la Primera Regional Aragonesa. El inicio del club data de 1922, aunque han tenido lugar numerosas desapariciones y reapariciones. En la temporada 1989/1990 el club llegó a competir en Tercera División tras ganar de manera consecutiva la Primera Regional y la Regional Preferente. Su campo de fútbol recibe el nombre de «El Saso», aunque anteriormente el campo se ubicaba a las afueras de la localidad bajo la denominación de «Las Eras».